# Jean-Baptiste-Henri de Valincourt
Jean-Baptiste Henri Du Trousset, signore di Valincour o Valincourt (Parigi, 1º marzo 1653 – Parigi, 4 gennaio 1730) è stato un letterato francese.Fu amico del cancelliere d'Aguesseau, Racine (che sostituì all'Académie française e come storiografo ufficiale di Luigi XIV) e Boileau (Valincour fu il dedicatario dell'undicesima satira di Boileau, Sul vero e falso onore, e completò anche la pubblicazione delle opere di Boileau nel 1713).

## Biografia
Con la protezione di Bossuet, fu ammesso nella casa del Conte di Tolosa e divenne Segretario della Marina e Segretario dei Comandamenti del Principe.
Successe a Racine all'Accademia di Francia nel 1699 e come storico del re Luigi XIV. Boileau gli ha dedicato la sua undicesima satira, Sul vero e sul falso onore. Completò l'edizione delle Opere di Boileau del 1713. Fu anche membro onorario dell'Accademia delle Scienze nel 1721. Lui stesso scrisse molto poco: componeva racconti, favole, strofe, opere storiche e traduzioni, in particolare del poeta latino Orazio. I suoi scritti mostrano un uomo di gusto, un critico pieno di finezza, in breve tutte le caratteristiche di quello che nel XVII secolo fu chiamato uomo onesto. Si elogia spesso l'attrattiva del suo carattere e la calma della sua filosofia. Si dice che dopo che un incendio distrusse nel 1726 i 7000 od 8000 volumi della sua ricca biblioteca, tra cui il manoscritto della vita di Luigi XIV scritto da Racine, rispose a chi si lamentava della sventura, Non avrei potuto beneficiare dei miei libri se non avessi saputo come perderli.

## Opere
- Lettres à Madame la Marquise *** sur « La princesse de Clèves » , Paris, 1678, in-12 (rééd. 1926).
- Vie de François de Lorraine, duc de Guise, Paris, 1681, in-12.
- Préface du Dictionnaire de l'Académie, 1718.
- Essai d'une traduction d'Horace, Amsterdam, 1727, in-12.
- Traduction en vers de quelques odes d'Horace dans les Menagiana, II.
- Observations critiques sur l'Œdipe de Sophocle.